# Смертельне стеження
Смертельне стеження (англ. Deadly Surveillance) — трилер.

## Сюжет
Детектив розслідує серію вбивств. Він починає підозрювати, що вбивства вчиняються жінкою яка втягнута у проституцію і торгівлю наркотиками. Докази, які він знаходить, вказують на подругу його напарника, яка живе в будинку, де були скоєні деякі з вбивств.

## У ролях
- Майкл Айронсайд — Фендер
- Крістофер Бонді — Нікелс
- Сьюзен Алмгрен — Рейчел
- Власта Врана — Плацо
- Девід Керрадайн — лейтенант
- Роберт Осорес — Гектор
- Річард Земан — Мілман
- Чіп Чуіпка — грабіжник
- Джордж Бюза — клієнт кафе
- Доріс Малкольм — моршкувата жінка
- Роланд Нінчері — бармен
- Майкл МакГілл — Майкл Джанкі
- Норріс Домінге — Proprieter
- Ірен Кесслер — стара леді в автобусі
- Тайрон Бенскін — поліцейський
- Кетерін Троуелл — Енджі
- Аль Вандекруіс — Леонард
- П'єр Ленуар — лаборант
- Джонні Гоар — Скайпер
- Ніл Кроетч — Карлос
- Пол Зіллер — авіамеханік
- Елізабет Санчез — клерк магазину
- Джон Волш — наркобарон
- Девід Рігбі — прихвостень 1
- Майкл Шерер — прихвостень 2
- Діно Тоскес — водій